# Alonso Cristóbal Arquellada
Alonso Cristóbal Arquellada (Jaén, España, ? - Jaén, España, 1572) fue un prelado católico que se ocupó el cargo de obispo titular de Belén, obispo auxiliar de Jaén y obispo auxiliar de Sigüenza.

## Biografía
Era canónigo de catedral de Jaén. Fue nombrado obispo auxiliar de Jaén por el cardenal Pedro Pacheco de Villena obispo de Jaén, que no residió en la diócesis durante su episcopado, por lo que delegó el gobierno de la diócesis en el obispo auxiliar y en el vicario general Gabriel de Guevara. Cuando el cardenal Pacheco fue nombrado obispo de Sigüenza, se trasladó con él y fue nombrado obispo auxiliar de esa diócesis.